# Peter Matthias Stolpe
Peter Matthias Stolpe (18. november 1832 i København – 2. juni 1918 på Frederiksberg) var en dansk litteraturhistoriker.
P. Stolpe var født i København. Han blev student i 1850 og var siden tilknyttet forskellige institutioner under Finansministeriet. 1901 gik Stolpe af. Han var da kontorchef i Statsgældskontoret.
Foruden nogle mindre artikler, hvoraf særlig kan fremhæves en om skuepladsen for Ludvig Holbergs Kilderejsen, der med rette henlægges til Vartov-kilde ved Strandvejen , har Stolpe udgivet et vigtigt litteraturhistorisk værk: Dagspressen i Danmark, dens Vilkaar og Personer indtil Midten af 18. Aarh.. (1—4, 1878-82). Værket blev genudgivet i fotografisk optryk i 1977 og er stadig det grundigste værk om dansk dagspresse fra dennes begyndelse indtil 1750'erne.
Stolpe blev Ridder af Dannebrog 1887 og Dannebrogsmand 1898.
Han er begravet på Solbjerg Parkkirkegård.